# Surtur (cómic)
Surtur fue un demonio ficticio que aparece en los cómics estadounidenses publicados por Marvel Comics. Por lo general, aparece como un villano en las historias con el héroe nórdico Thor. Basado en el gigante de fuego Surt de la mitología nórdica, y fue adaptado por el escritor Stan Lee y el artista Jack Kirby, y apareció por primera vez en Journey into Mystery # 97 (octubre de 1963). El personaje fue descrito una vez como uno de "Los 10 enemigos más atroces del poderoso Thor". El personaje aparece en una publicación one-shot de Amalgam Comics titulado Thorion of the New Gods.
Surtur aparece en la película de Marvel Cinematic Universe, Thor: Ragnarok (2017), movimiento capturado por Taika Waititi, y voz de Clancy Brown. Brown repitió el papel como una versión de realidad alternativa del personaje en la serie animada de Disney+ What If...? (2021).

## Historia de publicación
Basado en el gigante de fuego Surt de la mitología nórdica y creado por Stan Lee y Jack Kirby, el personaje aparece por primera vez en Journey into Mystery #97 (octubre de 1963).

## Biografía
Surtur es un demonio de fuego nativo del plano extradimensional de Muspelheim, tierra de los demonios de fuego. Uno de los nueve mundos de la mitología nórdica, y aparece por primera vez en el título Journey into Mystery, donde se afirma que él se sienta en el fin del mundo, esperando el final de los tiempos, en el que pueda matar a hombres y dioses. El primer encuentro del personaje con el gobernante de Asgard Odín es contado en un flashback y establece su enemistad cuando Surtur es encarcelado por Odín dentro de la Tierra después de formar una alianza con los Trolls y tratar de destruir el mundo en cólera para que Odín le desafíe, a pesar de que le da a Odín un caballo alado, con la esperanza de ser liberado un día. Surtur reaparece en Journey Into Mystery #104, habiendo sido liberado por el hijo adoptivo de Odín, Loki, que pretende usurpar a Odín y gobernar Asgard, después de haber recibido una porción de la Fuerza de Odín. Junto con el Gigante de Tormenta Skagg, el personaje invade la Tierra, aunque la pareja se encuentra con Odín, su hijo, el Dios del Trueno Thor y su compañero asgardiano Balder. Odín detiene el tiempo y envía a cada ser humano de la Tierra a otra dimensión. Surtur envía a Thor al océano con una bola de fuego suya. Skagg es salvado por Surtur de hundirse en el océano endureciendo el suelo, pero es derrotado por Odín, que se debilita por la hazaña. Surtur crea una bola de fuego ardiente y viaja al Polo Norte para derretir las capas de hielo. Con la espada de Odín, Thor detiene a Surtur y lo atrapa en un meteorito de partículas magnéticas en otra galaxia.
En el título Thor la vidente Volla predice que Loki liberará a Surtur y a otros enemigos de Asgard y, finalmente, provocará el Ragnarök, una guerra que terminará con la destrucción de todos los dioses nórdicos. El personaje aparece en el título Vengadores cuando es convocado -junto con el gigante de hielo Ymir- a la Tierra por el culto de los Hijos de Satannish. Las entidades son expulsadas por los esfuerzos combinados del equipo de superhéroes los Vengadores, el héroe el Caballero Negro, y el hechicero Doctor Extraño. Ellos son engañados para golpearse entre sí, lo que los derrota a ambos.
Surtur se convierte en un enemigo recurrente en el título Thor, y primero intenta invadir Asgard durante el Sueño de Odín cuando Loki ha tomado el control brevemente, haciendo que Loki huya de Asgard, pero es repelido y encarcelado. Surtur reaparece blandiendo la enorme hoja mágica Crepúsculo, y después de enviar una horda de demonios para invadir la Tierra asalta Asgard. Los héroes de la Tierra combaten a los demonios de fuego, mientras que en Asgard Surtur derrota tanto a Thor como a Odín. Loki engaña a Surtur con una ilusión hasta que Odín se recupera, que lucha contra el demonio de fuego hasta que ambos caen en una grieta dimensional. Después de una larga ausencia Odín regresa a Asgard, y se revela que él absorbió la esencia de Surtur, que finalmente lo posee. Surtur consigue recrear su forma física y diezma Asgard hasta que Thor, empuñando el Poder de Odín, destierra a Surtur hacia el Mar de la Noche Eterna.
Surtur aparece en la conclusión del segundo volumen de Thor durante el último Ragnarök de Asgard, y le permite Thor asaltar Asgard mientras el Dios del Trueno intenta romper el ciclo interminable de muerte y renacimiento de los dioses nórdicos. En la serie limitada Destructor de Tormentas: La Saga de Bill Rayo Beta, el alienígena Bill Rayo Beta visita las ruinas de Asgard después de la batalla, y ve la forma muerta de Surtur que cae del cielo, sin soltar a Crepúsculo.
Thor regresa de un período de hibernación auto-inducida en el tercer volumen autotitulado, y entra en el Sueño de Odín apara encontrar Odín en una dimensión de limbo entre la vida y la muerte, donde Surtur almacenó una parte de su esencia para evitar él mismo que sea asesinado por siempre. Aquí Odín y el demonio luchan hasta la muerte, renaciendo cada día para repetir el ciclo, evitando que el otro renazca. Thor ayuda a Odín a vencer a Surtur dos veces, a pesar de que renace, antes de regresar a su cuerpo.
Surtur fue resucitado y llegó a un acuerdo con Loki y un grupo de seres conocidos como los Dioses de Mánchester, a quienes manipuló para deponer a los dioses nativos de las islas británicas. Luego envolvió en llamas al árbol del mundo Yggdrasil y trató de convertir a los dioses Vanir contra los Aesir en preparación para su asalto a Asgardia

## Poderes y habilidades
Surtur fue representado como un demonio de fuego enorme y malévolo elemental cuyo poder era de proporciones apocalípticas. Situado sobre 1,000 ft. de altura, Surtur poseía resistencia y durabilidad que supera considerablemente la de Thor; la habilidad para generar calor intenso, llamas o fuerza de conmoción; manipulación molecular tal como transformar sus dedos en serpientes; levitación y viajes inter-dimensionales. La escala de poder de Surtur suele parecer la misma de Odín. Él es un guerrero y espadachín hábil, y tiene una cola prensil. Él posee un gran intelecto, y tiene un amplio conocimiento de la sabiduría antigua y arcana. Es vulnerable al frío intenso, y puede ser encarcelado por ciertos conjuros mágicos o por otros seres con poderes de energía cósmica que igualen los suyos.
Surtur posee la espada gigante Crepúsculo, también conocida como la Espada de la Muerte, compuesta de un metal semejante a un dios conocido como Escabrito, que sólo se puede encontrar en las minas del reino de Sutur. La espada es mágica, capaz de manipular grandes cantidades de energía mística, como romper barreras dimensionales e inhibir los de poderes de Odín. Loki temporalmente ha aprovechado el poder de la espada para convertir a Thor en una rana (Thor es normalmente resistente a este tipo de transformación mágica) y hacer enfermar a la población asgardiana (los asgardianos son normalmente inmunes a las enfermedades). Morgan Le Fay aprovechó el gran poder de la espada para remodelar el planeta Tierra desde el día moderno a un mundo medieval después de usar la magia del caos de la Bruja Escarlata para "cerrar la brecha" entre sus poderes personales de hadas y las magias asgardianas vinculadas a la hoja. Cuando la espada se une con la Llama Eterna, sus poderes se incrementan hasta un nivel desconocido.
La Llama Eterna tiene una conexión desconocida con Surtur. Cuando está próximo a ella, Surtur afirmó que ésta aumentó sus poderes. Se desconoce hasta qué punto va este aumento del poder.

## Otras versiones

### Ultimate Marvel
En la realidad Ultimate Marvel, Surtur es visto convocado a la Tierra por Loki y luchando contra los Ultimates.

### JLA/Avengers
En la serie JLA/Avengers, Surtur forma parte del ejército de Krona, y ataca a Wonder Woman cerca del final del volumen después de que ella promete custodiar un pase para que los otros héroes puedan pasar, aunque Hulka se queda para ayudarle.

## En otros medios

### Televisión
- Surtur aparece en Spider-Man and His Amazing Friends episodio "La venganza de Loki." Cuando el Hombre de Hielo había sido teletransportado al dominio de Surtur, él tuvo un mal rato luchando contra él. Zerona la Gigante de Hielo vino a su rescate y alejó al Hombre de Hielo de Surtur.
- Surtur aparece en The Avengers: Earth's Mightiest Heroes, con la voz de Rick D. Wasserman (retomando su papel de Thor: Dios del Trueno).[22] En el episodio "Actos de Venganza," el Barón Zemo utiliza la Piedra Norn asociada con Muspelheim para protegerse contra la Encantadora que terminó liberando a Surtur de su encarcelamiento. La ruptura del sello fue detectada por Thor, Odín, y Balder. Al final del episodio, la Encantadora despierta en presencia de Surtur diciéndole que ahora trabaja para él. En el episodio "La Balada de Beta Ray Bill," Surtur envía una Encantadora poseída para liberar Demonios de Fuego en diferentes áreas con una de ellas siendo el planeta de Korbinita. Después de que Thor y Bill Rayo Beta derrotan a la Encantadora, Surtur habla a través de ella diciendo que la Encantadora ya no está en su control antes de teletransportarla lejos. Surtur es visto entonces reforjando la espada Crepúsculo de los fragmentos que había recogido de Eitri. Al final del episodio "Sin poderes", Surtur aparece diciendo a Encantadora que el Ragnarök está muy cerca para los humanos y los asgardianos.
- Surtur aparece en Avengers Assemble de la segunda temporada, en el episodio 6, "Nighthawk", Thor es enviado a través del reino Surtur a través de una piedra cuando Nighthawk activó el plan de contingencia Norn contra Thor. Después de ser liberado del plan de contingencia por Hulk, Thor mencionó que él voló a través del reino de Surtur, 81 veces. En el episodio 10, "Regreso al Salón de Aprendizaje", Thor, Hulk y Hawkeye son transportados al reino de Surtur. Se extraen fuera del ámbito de Surtur por el portal de Heimdall en el último minuto.

### Películas
- En Thor: Tales of Asgard, la espada de Surtur "Elderstahl" es la parte central de la historia. Surtur es visto en flashbacks en Jotunheim luchando contra Odín por el destino de los Nueve Reinos.
- En la película animada de Marvel Hulk Vs en el segmento de Thor, Surtur hace un breve cameo al inicio de la película como uno de los enemigos que atacan Asgard durante el Sueño de Odín.

### Marvel Cinematic Universe
- Surtur aparece en la película de Marvel Cinematic Universe Thor: Ragnarok (2017), capturada en movimiento por Taika Waititi[3] y la voz de Clancy Brown.[22][4][23] Él encarcela a Thor en su guarida en Muspelheim y revela que Odín no está en Asgard, donde Surtur planea unir su corona con la Llama Eterna para que pueda causar el Ragnarök y destruir Asgard. Mientras Thor derrota a Surtur y escapa con su corona, Thor luego se da cuenta de que causar el Ragnarök es la única forma en que puede derrotar a Hela, por lo que le encarga a Loki con la resurrección de Surtur, permitiendo que el demonio de fuego tenga éxito en sus planes y mate a Hela mientras Thor, Loki y los asgardianos escapan en una nave espacial destinada hacia la Tierra.
- Una versión alternativa de la línea de tiempo de Surtur hace una aparición menor en la serie animada de Disney+ What If...? (2021), episodio "Qué pasaría sí.... Thor fuera hijo único?", expresado nuevamente por Clancy Brown.[24]Otra versión de línea de tiempo alternativa aparece en el episodio "¿Qué pasaría si... Kahhori reformara el mundo?" y otra versión aparece en el episodio "¿Qué pasaría si... Strange Supremo interviniera?".

### Videojuegos
- Surtur tiene un cameo en la parte futura de Marvel: Ultimate Alliance. Si el jugador recuperó el anillo de Volla, ella advertirá a Odín de un atentado contra su vida, que dará lugar a la captura de Surtur en los próximos años.
- Surtur aparece en Thor: Dios del Trueno (basado en la película de acción en vivo[25]), con la voz de Rick D. Wasserman. Thor debe batallar contra él con el fin de obtener acceso a un metal que absorbe el calor de fuerza semejante a un dios conocido como Escabrito, para forjar un arma capaz de derrotar a Mangog.
- Surtur aparece como un personaje malvado en Marvel Super Hero Squad Online, con la voz de John DiMaggio.
- Surtur es un enemigo a enfrentar en el juego de Facebook Marvel Avengers Alliance
- Surtur aparece en el juego Marvel Future Fight, como jefe de nivel en el capítulo 11 nivel 5 y en el capítulo 12 nivel 6 & 7. También puedes jugar en línea contra él en la invasión de jefe mundial cuando le toque.
- Surtur aparece como uno de los jefes y personaje jugable en LEGO Marvel Super Heroes 2.